# Cloniophorus basaloides
Cloniophorus basaloides es una especie de escarabajo longicornio del género Cloniophorus, tribu Callichromatini, subfamilia Cerambycinae. Fue descrita científicamente por Lepesme en 1950.

## Descripción
Mide 16-19 milímetros de longitud.

## Distribución
Se distribuye por Costa de Marfil y Gabón.